# 傑納西鎮區 (明尼蘇達州坎迪約希縣)
傑納西鎮區（英語：Gennessee Township）是位於美國明尼蘇達州坎迪約希縣的一個行政鎮區。

## 歷史
傑納西鎮區於1858年設立，得名自定居者的故鄉，位於紐約州的杰纳西河。

## 地方資料
傑納西鎮區的面積為90.41平方千米，當中陸地面積為83.73平方千米，而水域面積為6.68平方千米。根據2020年美國人口普查的數據，當地共有人口423人，而人口密度為每平方千米4.68人。